# Bryan Clauson
Bryan Clauson (Carmichael, 15 de junho de 1989 — Lincoln, 7 de agosto de 2016) foi um automobilista norte-americano.

## Carreira

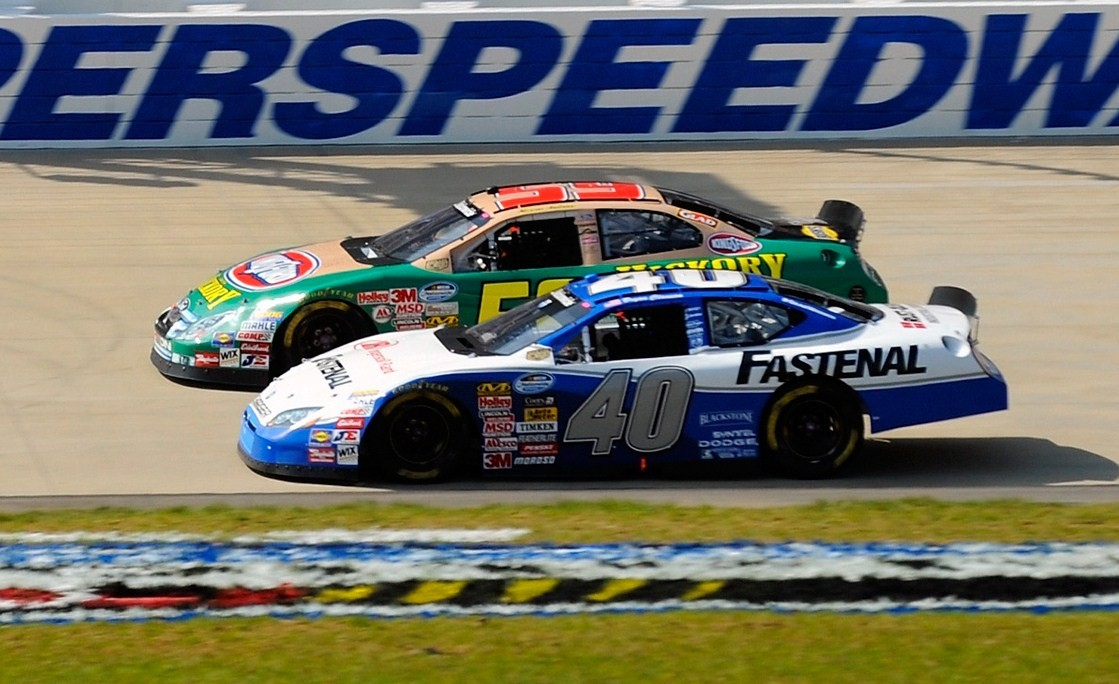
Clauson (carro 40) disputa posição com Marcos Ambrose no circuito de Nashville, em 2008.

Como a maioria dos pilotos norte-americanos, Clauson iniciou a carreira pilotando midgets e karts aos 5 anos, idade em que foi considerado o mais jovem a ser escolhido o Novato do Ano pelo programa de kart OutLaw.
Entre 2007 e 2008, disputou provas da NASCAR Nationwide Series pela Chip Ganassi, chegando a substituir o experiente Dario Franchitti em algumas etapas. Seu melhor resultado foi um 6º lugar em Daytona. Desde então, passou a concentrar-se nos midgets, one chegou inclusive a acumular funções de piloto e dono de sua própria equipe. Paralelamente, disputou 8 corridas da Indy Lights entre 2011 e 2012, tendo como resultado mais destacado um 3º lugar na etapa de Iowa, em 2011.

## IndyCar
Clauson disputou apenas 3 corridas na IndyCar: a estreia foi nas 500 Milhas de Indianápolis de 2012, pela equipe Sarah Fisher Hartman Racing com o número #39. Largou em 31º lugar e abandonou após 46 voltas, depois de problemas mecânicos.
Após 2 anos, voltou à categoria e a Indianápolis com a Jonathan Byrd's Racing, equipe que defendeu nas edições de 2015 e 2016 (nesta última, em associação com a Dale Coyne). Especulava-se que o piloto disputaria outra etapa da temporada 2016 da IndyCar, mas a Byrd's não se inscreveu desde então para outros GPs.

## Acidente fatal
Em 6 de agosto, durante a Belleville High Banks (tradicional corrida de midgets), Clauson sofreu um violento acidente depois que seu carro bateu no muro e foi atingido por outro, justamente na região do cockpit.
Levado ao Centro Médico do Oeste, na cidade de Lincoln, Clauson não resistiu às graves lesões que sofrera no acidente e morreu aos 27 anos.

## Desempenho na Indy 500
| Ano  | Chassi  | Motor     | Largou em | Chegou em | Equipe                     |
| ---- | ------- | --------- | --------- | --------- | -------------------------- |
| 2012 | Dallara | Honda     | 31        | 30        | Fisher-Hartman             |
| 2015 | Dallara | Chevrolet | 33        | 31        | Jonathan Byrd's            |
| 2016 | Dallara | Honda     | 28        | 23        | Dale Coyne/Jonathan Byrd's |

- Nota: embora tivesse abandonado a corrida, Clauson ganharia 13 pontos de bonificação por ter se classificado.